# El Templete (L'Avana)

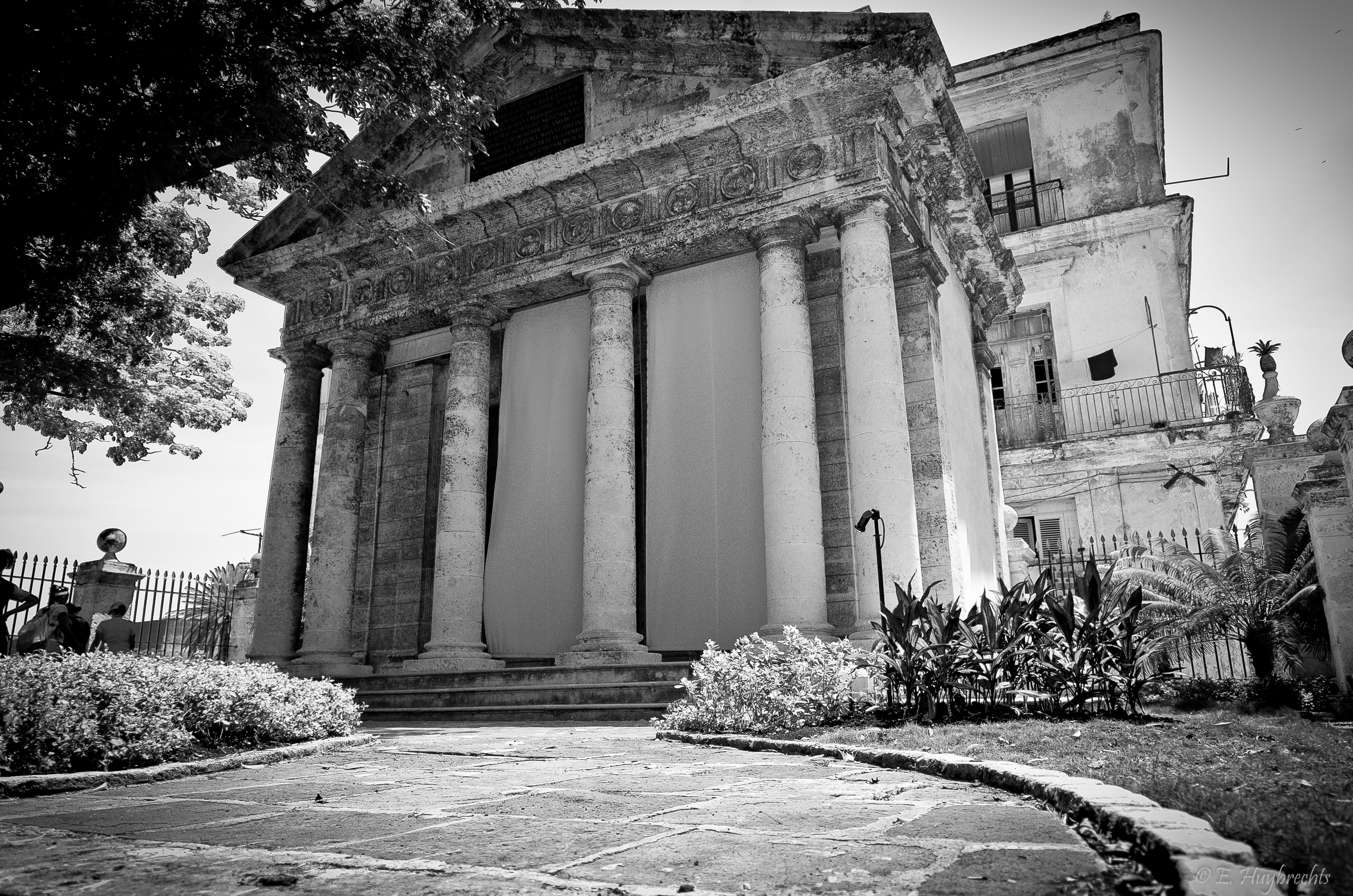
Veduta del Templete

Costruito nel 1827, El Templete (espagnolo: il piccolo tempio) commemora il sito della prima messa e municipio di San Cristóbal a L'Avana, celebrata il 16 novembre 1519.

## Architettura

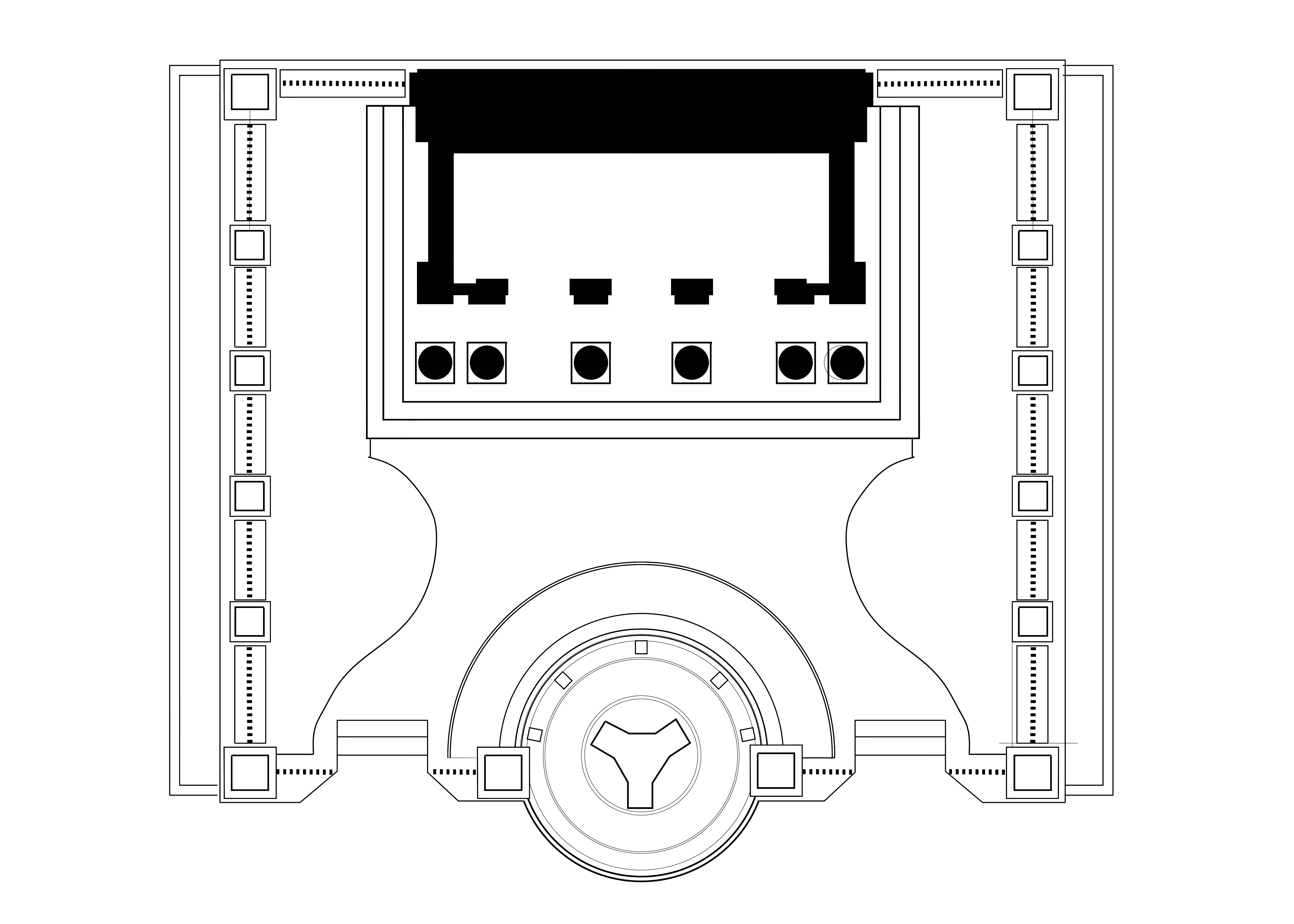
Piano terra

Sebbene gli ananas che incoronano i pilastri della recinzione tropicale utilizzino un vocabolario neoclassico, la struttura imita un piccolo tempio greco-romano con colonne doriche sormontate da un frontone classico. La costruzione fu completata nel 1828 in onore di Maria Giuseppa Amalia di Sassonia, moglie di Ferdinando VII. L'architettura del Templete è una transizione dal "barocco cubano" del XIX secolo, rappresentato dalla Cattedrale dell'Avana, allo stile neoclassico. 
All'interno della piccola camera del Templete ci sono tre grandi dipinti ad olio dell'artista francese Jean Baptiste Vermay (1818-1833), fondatore della Scuola nazionale di belle arti di San Alejandro all'Avana. I dipinti di Vermay rappresentano la prima messa, il primo consiglio e la benedizione del Templete alla sua inaugurazione.

## Tradizione
Tra gli elementi di questo edificio che attestano l'importanza del sito prescelto, uno dei più importanti è il ceiba commemorativo che costituisce un simbolo sacro in varie religioni, come la religione Yoruba, e in cui gli abitanti dell'Avana visitano ciascuno anno in cerca di prosperità e benessere. Tradizionalmente, ogni 15 novembre, la gente aspetta a mezzanotte al Templete per andare in giro per la ceiba tre volte, esprimere un desiderio e festeggiare un nuovo compleanno. Una processione delle mazze cerimoniale della città risalenti al XVI secolo, normalmente conservate nel Palazzo dei Capitani Generali dell'Avana (Museo nazionale) - gira intorno alla Plaza de Armas fino al ceiba per commemorare la fondazione della città. I cittadini superstiziosi si mettono in fila per camminare tre volte intorno alla sacra ceiba e esprimono un desiderio nella convinzione che l'Orisha onorerà il loro desiderio.
Nel marzo 2016, la ceiba è stata ritirata a causa del suo deterioramento. Il processo di sostituzione dell'iconica ceiba è stato un evento storico per residenti e visitatori. Vicino al Templete, c'è una colonna che sostituisce il primo albero sotto il quale furono celebrate la prima messa e il primo consiglio dell'Avana.

## Galleria d'immagini

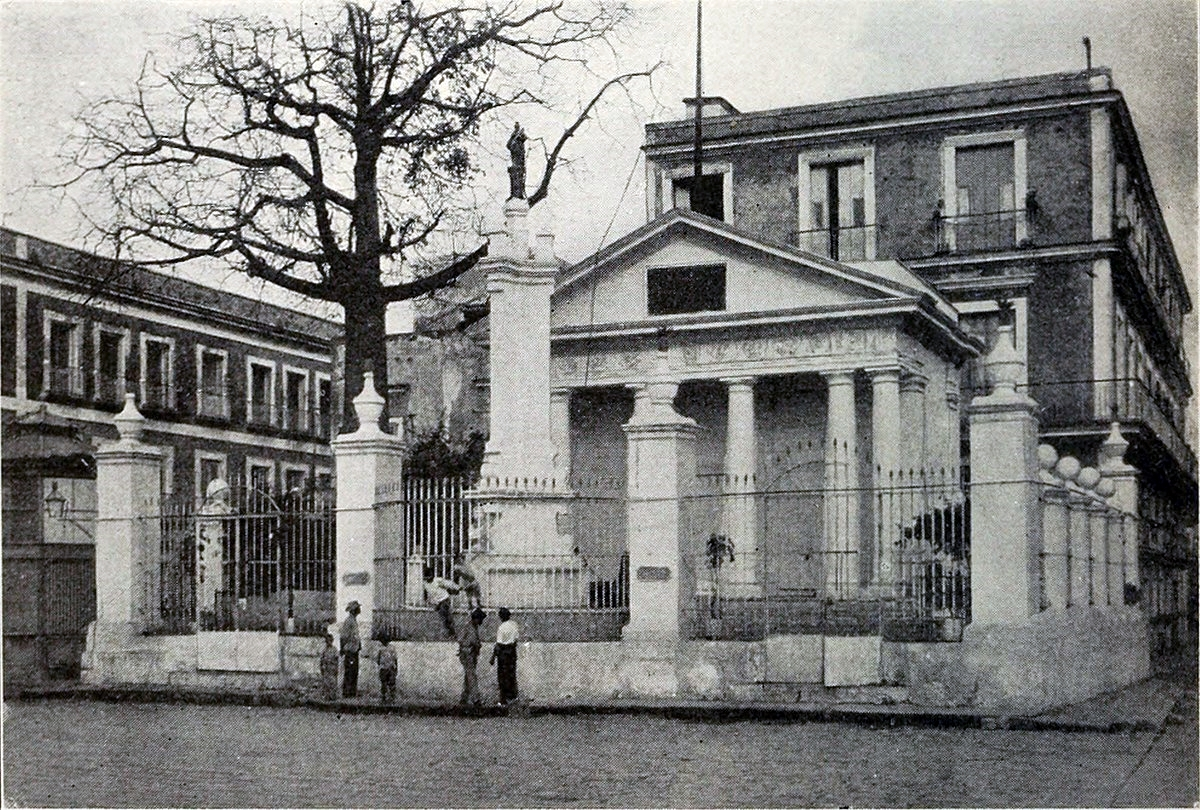
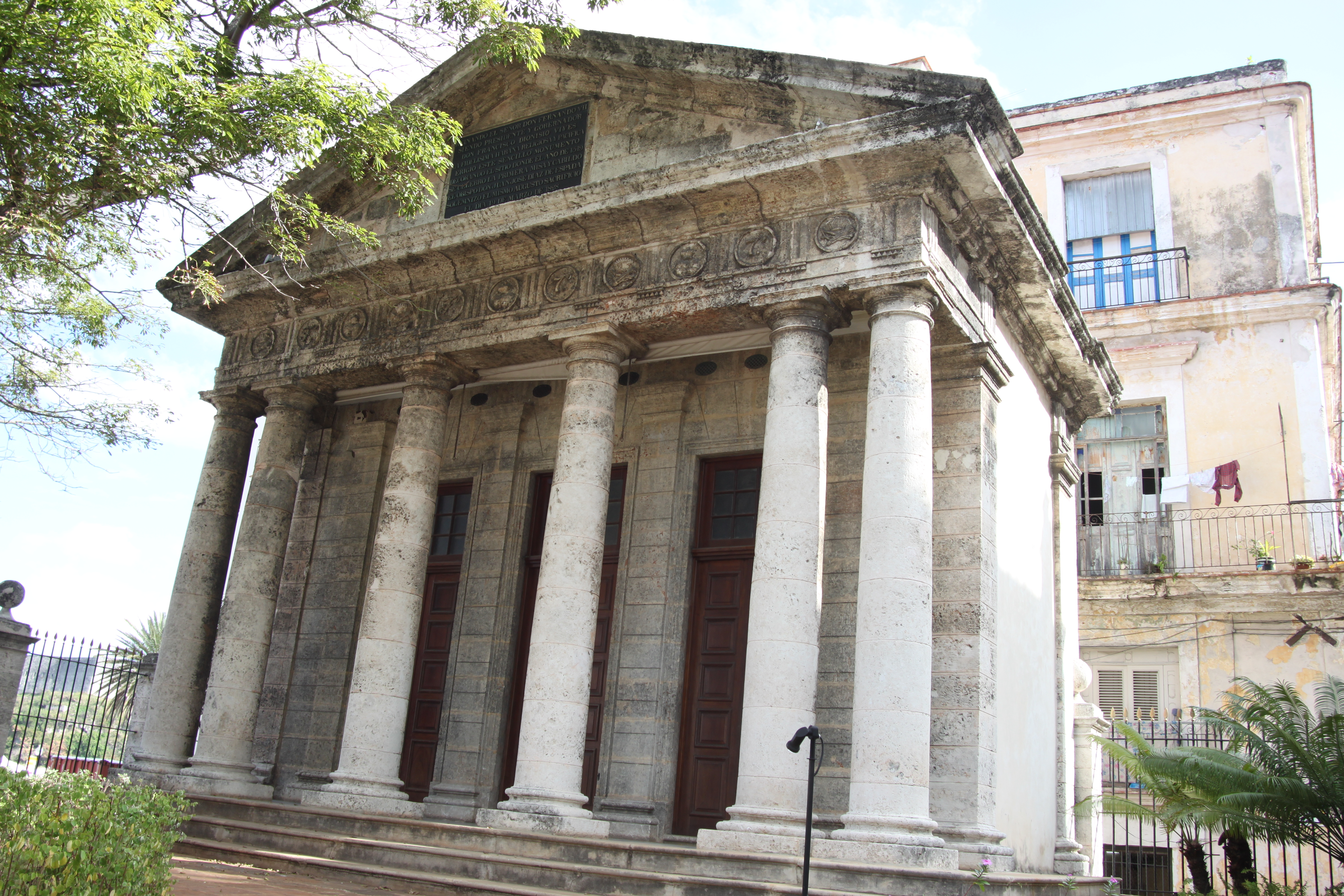